# Jens Tang Olesen

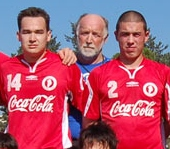
Jens Tang Olesen (m.)

Jens Tang Olesen (* 27. September 1947) ist ein ehemaliger dänischer Fußballtrainer.

## Sportlicher Werdegang
Olesen war zunächst lange Zeit nur im unterklassigen dänischen Ligabereich tätig. Nachdem er Skive IK trainiert hatte, übernahm er 1980 den seinerzeitigen Drittligisten Herning Fremad. Als Meister der 3. Division führte er den Klub in die 2. Division und auf den dritten Platz am Ende der Zweitliga-Saison 1982. Dies bedeutete den Aufstieg in die 1. Division, seinerzeit die höchste Spielklasse. Daraufhin wurde er als Trainer des Jahres ausgezeichnet. Während der Erstliga-Spielzeit 1984 trennte sich der Klub im Abstiegskampf befindlich von ihm.
Anschließend trainierte Olesen die seinerzeitigen Zweitligisten Viborg FF und Boldklubben 1913, mit dem er in die 1. Division aufstieg. In der Spielzeit 1989 verpasste er jedoch den Klassenerhalt, daraufhin trennten sich die Wege. Mit Tätigkeiten für Frederikshavn fI, Randers Freja und Nørresundby FB folgten erneut Engagements bei unterklassigen Klubs. 
Zwischen 2002 und 2010 war Olesen Trainer der grönländischen Auswahlmannschaft, parallel war er bei Aarhus Fremad Sportchef und 2003 als Interimstrainer tätig. Nachdem er dort aufgrund finanzieller Probleme seinen auslaufenden Vertrag nicht hatte verlängern wollen, übernahm er Anfang 2004 bei Vejle BK das Traineramt. Währenddessen pausierte er seine Tätigkeit in Grönland und sein Vorgänger Sepp Piontek ersetzte ihn zeitweise.